# Кюстендилски пункт на ВМОРО и ВМРО
Кюстендилският пункт на Вътрешната македоно-одринска революционна организация (1894 – 1915) и на Вътрешната македонска революционна организация (1919 – 1934) е най-важният от пограничните пунктове на ВМОРО и ВМРО, спомагателни организации в граничните градове и села на Княжество България с Османската империя, чрез които за целите на революционната борба се прехвърлят оръжие, литература, набират се доброволци и се окомплектоват заминаващи чети във вътрешността на Македония, Одринско и Родопите.

## История
Кюстендилският пункт е създаден от водача на Организацията Гоце Делчев. Първоначално още в 1894 година действа каналът Кюстендил – Виница, обслужван предимно от дългогодишния куриер Ангел Винишки. В 1895 година Делчев назначава за пунктов началник в Кюстендил Никола Зографов и така се поставя основата на Кюстендилския пункт. Пунктът е пряко подчинен на Задграничното представителство на ВМОРО и ВМРО. От съдздаването си до 1903 година е на издръжка на Върховния македоно-одрински комитет. През пункта минават облекло, въоръжение, тайна кореспонденция, революционна литература и печат от и за Македония. Пунктът е и отправна точка на навлизащите в Македония чети, както и основна база на пограничните чети, действащи срещу османците и сръбските чети. Помощни организации на пункта са създадени в Гюешево, Сажденик и Църварица. Пунктът поддържа постоянно пълен склад за оръжие в Кюстендил и други околни селища. Поддържана е и мрежа от куриери, които обслужват каналите и са подчинени пряко на пункта. Пунктът има и своя чета, на която войвода временно е Мише Развигоров, която подпомага прехвърлянето на дейци и извършна наказателни акции. Пунктът работи тясно с Кюстендилското македоно-одринско дружество и братствата в околията, както и с Дупнишкия пункт, начело с Никола Малешевски. Българските граждански и военни власти в Кюстендил също подпомагат дейността му.
Видни сътрудници на пункта са Дона Ковачева, Й. Нецов, К. Сиромахов, Димитър Кирлиев, Игнат Георгиев, Е. Ангелов, Велин Алайков.
В околията дейци на пункта са: Петре Христов, и Стоян Станков в Коприва, Стаменко Жежов в Гюешево, Стоян Николчов в Сажденик, Веселин Полеганов в Цървена ябука, Петре Попдимитриев и Васе Колев във Ветрен, Васе Божков в Църварица.
Дългогодишни куриери на Кюстендилския пункт са Ангел Винишки, М. Анастасов, М. Георгиев, С. Иванчов, Т. Карамфилов, Дядо Ангел, Григор Миячко, Темелко.
Пунктът е закрит след Деветнадесетомайския преврат от 1934 година с разпускането на революционните организации.
| Кюстендилски пунктови началници | Кюстендилски пунктови началници     | Кюстендилски пунктови началници |
| Име                             | Години                              | Бележка |
| ------------------------------- | ----------------------------------- | --- |
| Никола Зографов                 | 1895 г. – април 1901 г.             | |
| П. Димитров                     | 1901 г.                             | |
| М. Георгиев                     | 1901 г.                             | |
| Тодор Станков                   | 1901 г.                             | |
| Ефрем Чучков                    | 1902 г.                             | |
| Мише Развигоров                 | август 1902 г.                      | |
| Марко Секулички                 | есен 1902 г. – февруари 1905 г.     | от януари 1904 г. до април 1904 г. съвместно с Христо Настев и Петър Васков; от края на 1904 г. до февруари 1905 г. с Михаил Дорев; през октомври 1904 г. помощник е Петър Каркалашев                                                    |
| Христо Настев                   | януари 1904 г. - април 1904 г.      | съвместно с Петър Васков и Марко Секулички |
| Петър Васков                    | януари 1904 г. - април 1904 г.      | съвместно с Христо Настев и Марко Секулички |
| Михаил Дорев                    | 1905 г. – край на 1908 г.           | от края на 1904 г. до февруари 1905 г. съвместно с Марко Секулички; от септември 1906 г. помощник е Марко Лазаров; от юни 1907 г. до края на 1908 г. помощник е Славчо Абазов; от март 1908 г. за няколко месеца помощник е Георги Гочев |
| Ангел Узунов                    | начало на 1909 г. – край на 1925 г. | |
| Панчо Тошев                     | 1925 г. – 1926 г.                   | |
| Владимир Куртев                 | 1927 г. – 1932 г.                   | |
| Трифон Савев                    | 1932 г. – 1934 г.                   | |